# Geranium lozanoi
Geranium lozanoi är en näveväxtart som beskrevs av Joseph Nelson Rose. Geranium lozanoi ingår i släktet nävor, och familjen näveväxter. Inga underarter finns listade i Catalogue of Life.